# Luchthaven Mulika Lodge
Luchthaven Mulika Lodge (IATA: JJM, ICAO: HKMK) is een luchthaven in nationaal park Meru, Kenia.
Er wordt een lijndienst aangeboden naar Nairobi-Wilson door Airkenya Express.